# Ирина Кайратовна
«Ирина Кайратовна» (Irina Kairatovna, ИК, IK) — казахстанская творческая группа, выпускающая музыкальный и юмористический контент. Основана в 2017 году в городе Астане шестью молодыми людьми: Алдияр Жапарханов (автор шуток), Азамат Маркленов (продюсер), Жасулан Онгаров (импровизатор), Илья Гуменный (композитор), Улан Кайраласов (линейный продюсер).

## История
Состав группы собрался ещё в студенческие годы в КВН в ЕНУ.
История творческого объединения началась 19 мая 2017 года с создания вайнов и скетчей в Instagram. Позже, они переместились на YouTube, где начали выпускать юмористическое скетч-шоу с одноимённым названием «Шоу Ирины Кайратовны». За первые десять месяцев группа собрала на своём канале 104 тысячи подписчиков и почти 6 миллионов просмотров.
За 2018 год, коллектив заработал около 5 миллионов тенге.
13 мая 2021 года российский журналист и интервьюер - Юрий Дудь, провёл двухчасовое интервью с участниками группы.
19 декабря 2021 года к 30-летию независимости Казахстана Ирина Кайратовна выпустила фильм «Отыздан асып барамын».
В сентябре 2023 года группа озвучила навигатор в приложении 2ГИС на русском и казахском языках.
В 2023 году Куаныш Бейсеков объявил о своём уходе из проекта.
14 октября 2023 года перед началом концерта в Астане скончался мобилограф группы - Жылқайдар Шахназ Болатұлы.

## Дискография

### Альбомы
- «13 выпуск» (2020)[11][12]
- Adjare Gudju (2023)

### Синглы
- 2018 — «Кеттік»
- 2018 — «Неге Нигга?»
- 2019 — «Сабзиро»
- 2019 —«НЕ АНГИМЕ?»
- 2019 — «Джай»
- 2019 — «Беги»
- 2020 — «Kõke»
- 2020 — «Интро»
- 2020 — «Arriva»
- 2020 — «MVP»[11]
- 2020 — «Wu Kang»
- 2020 — «5000»
- 2022 — «Kõk tu »
- 2022 — «Майк, кроссовки\»
- 2023 — «Чина»
- 2023 — «Adrare Gudju »
- 2024 — «Айдахар»
- 2024 — «Tun»
- 2024 — 30 не аут
- 2024 — «Всем Салам! »

## Видеография

### «Шоу Ирины Кайратовны»
| № выпуска | Название                                                | Дата выпуска |
| --------- | ------------------------------------------------------- | ------------ |
| 1         | «Новая эра казахстанского ютуба»                        | 20.05.2017   |
| 2         | «Про поход»                                             | 02.06.2017   |
| 3         | «BAYZAKOVA, ТРУП ВАЙНЕРА, БАТЫР-АРЕНДАТОР»              |              |
| 4         | «КАЗАХСКИЕ СУПЕРГЕРОИ, АДИНА УШЛА ИЗ YUFRAME (ЮФРЕЙМ)?» | 17.07.2017   |
| 5         | «СВЯТОЙ ОТЕЦ, СУПЕРГЕРО, ЖЕКА»                          | 01.08.2017   |
| 6         | «СКИПЕТР, BIKABREEZY»                                   | 22.08.2017   |
| 7         | «ДА БУДЕТ ШОУ!»                                         | 24.09.2017   |
| 8         | «СКАТИЛИСЬ… С ГОРКИ»                                    | 01.01.2018   |
| 9         |                                                         |              |
| 10        | «ПОСЛЕДНИЙ ВЫПУСК»                                      | 28.10.2018   |
| 11        | «РЭПЕР-АДВОКАТ И ЛАВ СТОРИ БОМЖЕЙ»                      | 19.12.2018   |
| 12        | «НЕ ПРОПАГАНДА!»                                        | 14.07.2019   |
| 13        | «КОНЕЦ»                                                 | 01.04.2021   |

### Фильмы
- «Отыздан асып барамын» (2021)[7].

- «Закладка» (2021)[13].

- «ГОСЗАКАЗ» (2021).

## Награды
- Музыкальная премия «Jager Music Awards 2021» в номинации «People’s choice» (Казахстан)[14][15].

- Национальная премия «Халықтың сүйіктісі — Народный любимец года» в номинации «Деятель культуры года»[16].